# NGC 5993
NGC 5993 (другие обозначения — UGC 10007, MCG 7-32-50, ZWG 222.48, KCPG 471B, IRAS15426+4116, PGC 55918) — спиральная галактика с перемычкой (SBb) в созвездии Волопас.
Этот объект входит в число перечисленных в оригинальной редакции «Нового общего каталога».